# Gomesa bifolia
Gomesa bifolia (anteriormente Oncidium bifolium) es una especie de orquídea epifita. Es nativa de  Sudamérica, denominada comúnmente orquídea patito.

## Descripción
Es una orquídea de pequeño tamaño que prefiere el clima fresco, crece epífita con pseudobulbos ovoides u ovoides-oblongos, profundamente surcados. lleva 1 o raramente 2 hojas apicales, ligeramente coriáceas, oblongo-lineares y agudas. Florece en una inflorescencia axilar, de 20 a 35 cm de largo, con 5 a 20 flores, racemosa o rara vez paniculada y con agudas brácteas florales triangulares. La floración se produce el verano.

## Distribución y hábitat
Se encuentra en Bolivia, Brasil, Paraguay, Uruguay y Argentina en las cálidas tierras bajas en la sombra a lo largo de arroyos y en los más frescos bosques de montaña desde el nivel del mar hasta cerca de 2000 m s. n. m.. Su límite sur de distribución natural es el Partido de Magdalena en la Provincia de Buenos Aires, Argentina, lo que probablemente la convierta en la orquídea epífita más austral del planeta.

## Sinonimia
- Coppensia bifolia (Sims) Dumort. (1835)
- Oncidium maculosum Lindl. (1837)
- Oncidium celsianum A. Rich. (1844)
- Oncidium chrysothyrsus Rchb.f. ex R. Warner (1865)
- Oncidium batemanianum Griseb. (1879)
- Oncidium beyrodtianum Schltr. (1910)
- Ampliglossum bifolium (Sims) Campacci (2006)

## Cita Bibliográfica
1. ↑  Boletín de la Sociedad Argentina de Botánica, v. 44, supl. (2009) Limite sur del area de distribucion de Oncidium bifolium Sims.(ORCHIDACEAE); Cellini, J. M.; Salomón, L.; García, R.; Cellini, L; Cellini, L. y Sánchez M. 2009 pag. 83. Limite de distribucion Sur «Copia archivada». Archivado desde el original el 30 de julio de 2014. Consultado el 15 de septiembre de 2011.

- Datos: Q10340911
- Multimedia: Gomesa bifolia / Q10340911
- Especies: Gomesa bifolia